# Aursmoen
Aursmoen är en tätort i Aurskog-Hølands kommun i Akershus fylke i sydöstra Norge. Orten ligger nio kilometer från kommunens centralort Bjørkelangen.